# カザン旅客駅
座標: 北緯55度47分17秒 東経49度06分03秒 / 北緯55.78806度 東経49.10083度
カザン旅客駅（カザンりょかくえき、ロシア語: Казань-Пассажирская вокзал）（カザン・パッサジルスキー・ヴォグザール）はロシア連邦のタタールスタン共和国の首都、カザンにある鉄道駅である。

## 概要
1893年にモスクワのカザンスキー駅との間を結ぶモスクワ・カザン鉄道の終点駅として開業した。ソ連崩壊直後の1992年に本棟が大火災に遭うも、1997年に修復され、2005年のカザン建都1000年（カザン・ミレニアム）までに郊外線ホームと駅前広場が整備された。2013年のユニバーシアードに合わせてカザン国際空港との間に空港連絡鉄道アエロエクスプレスが開業した。現在、1日36本の長距離列車の他、通勤電車やディーゼル車も発着し、年間800万人が利用する。

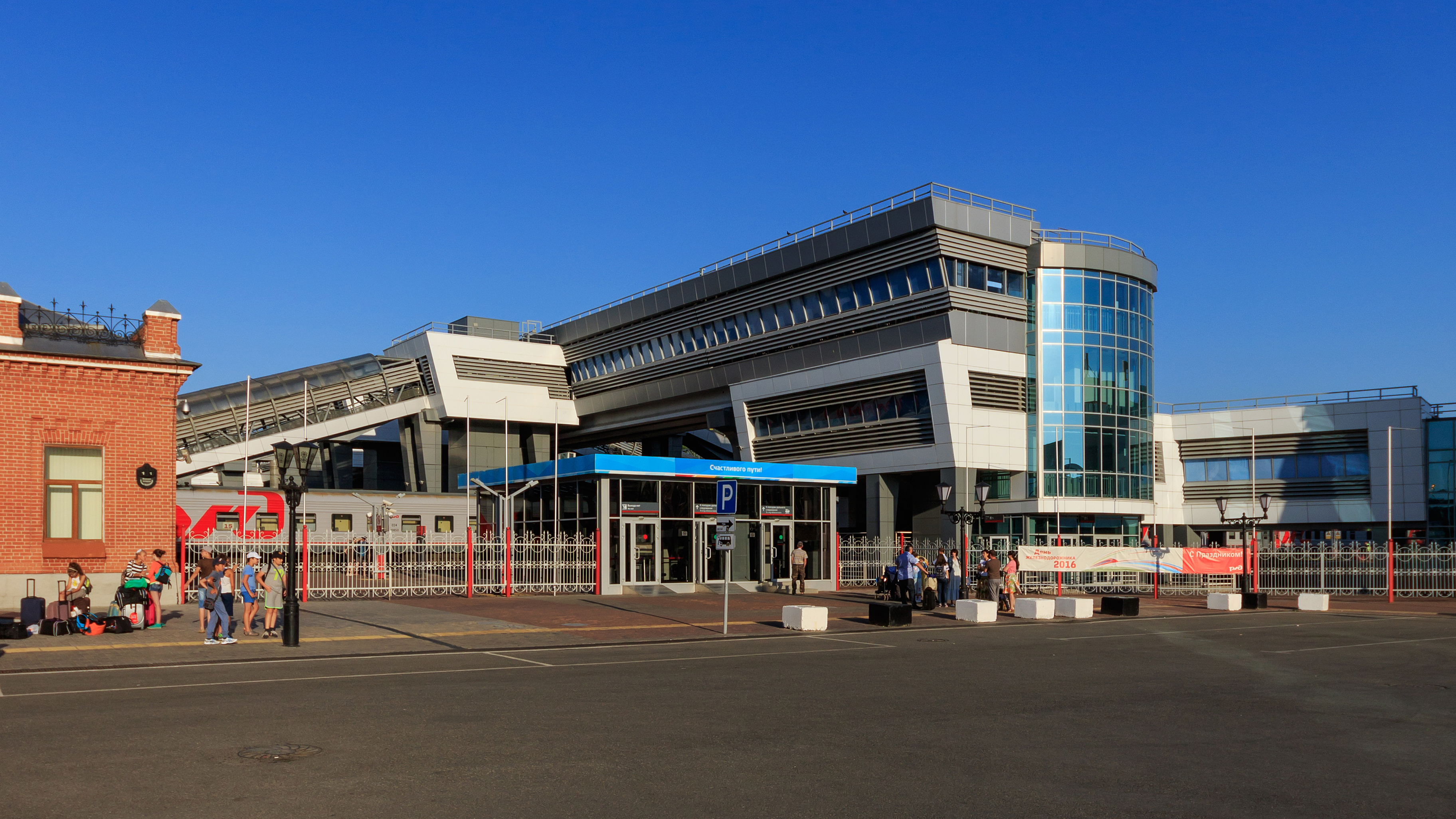
新しい橋上駅舎
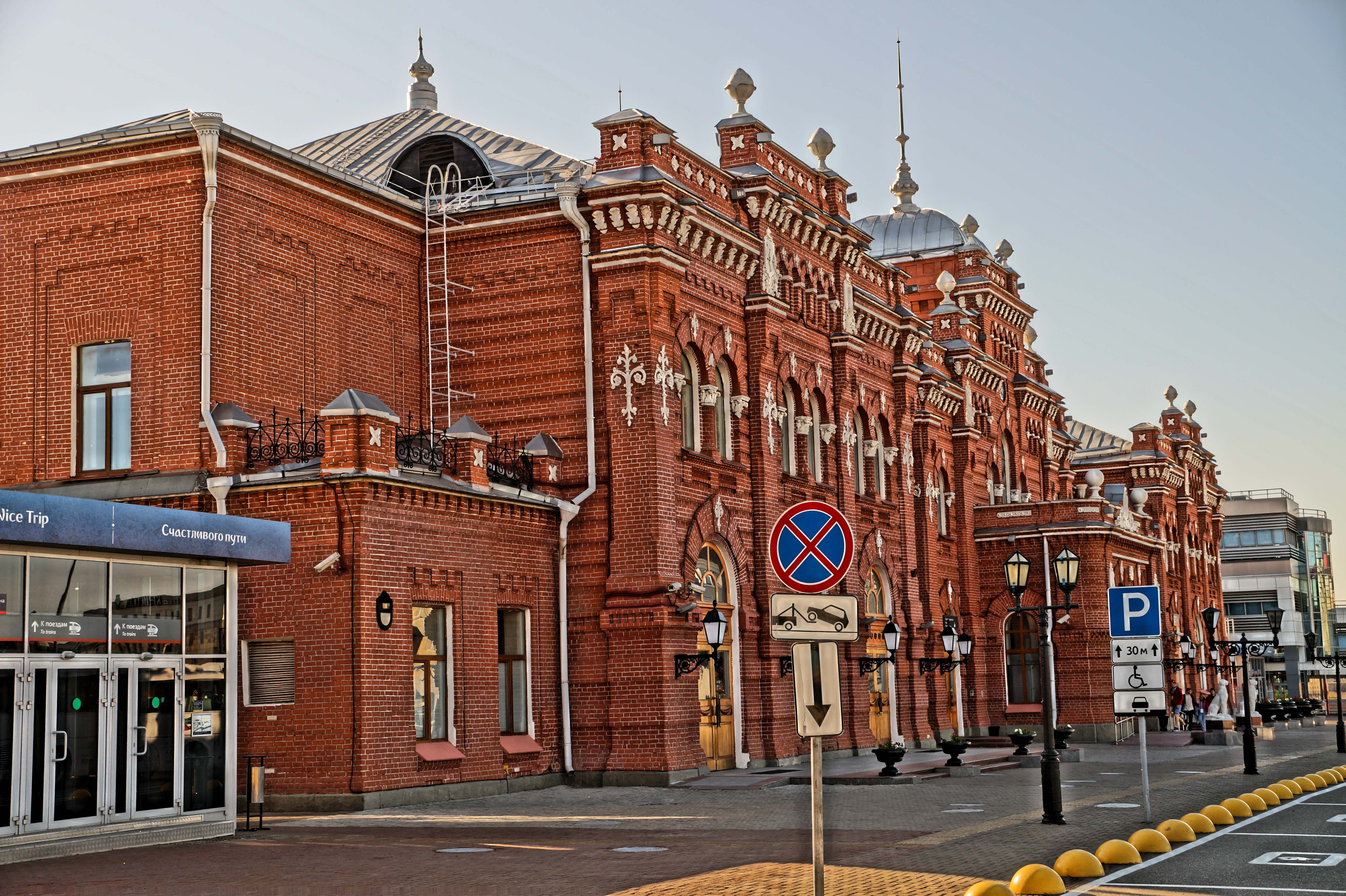
赤レンガ駅舎
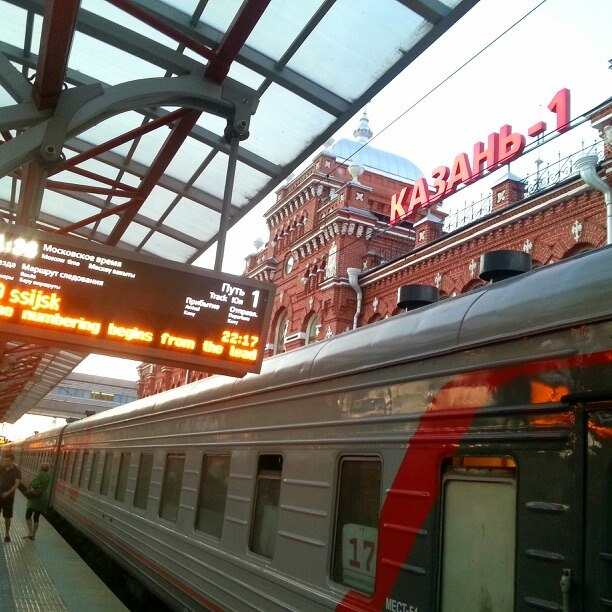
プラットフォーム
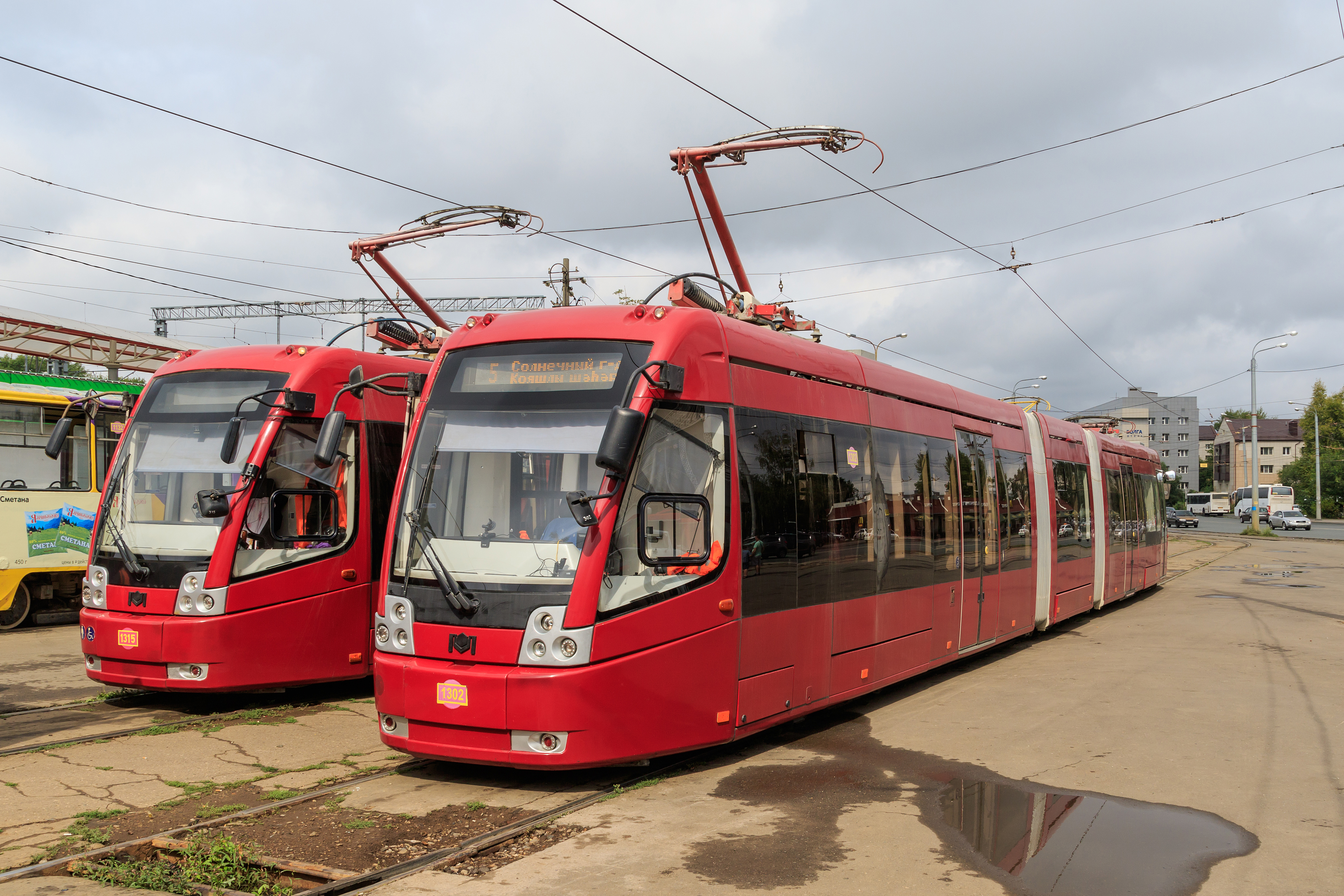
駅前の市電

## 列車
- 2016年現在

| 列車番号                            | 運行区間                                | 列車番号                            | 運行区間                                |
| ----------------------------------- | --------------------------------------- | ----------------------------------- | --------------------------------------- |
| 1 (プレミウム号)                    | カザン - モスクワ                       | 2 (プレミウム号)                    | モスクワ - カザン                       |
| 15 (ウラル号)                       | エカテリンブルク - モスクワ             | 16 (ウラル号)                       | モスクワ - エカテリンブルク             |
| 23 (ドゥヴヘタジュニー・ソスタフ号) | カザン - モスクワ                       | 24 (ドゥヴヘタジュニー・ソスタフ号) | モスクワ - カザン                       |
| 41                                  | カザン - ニジニ・ノヴゴロド             | 41                                  | ニジニ・ノヴゴロド - カザン             |
| 45                                  | エカテリンブルク - キスロヴォツク       | 46                                  | キスロヴォツク - エカテリンブルク       |
| 55 (エニセイ号)                     | カザン2駅経由                           | 56 (エニセイ号)                     | モスクワ - クラスノヤルスク             |
| 59 (チュメニ号)                     | ニジネヴァルトフスク - モスクワ         | 60 (チュメニ号)                     | モスクワ - ニジネヴァルトフスク         |
| 75                                  | カザン2駅経由                           | 76                                  | モスクワ - ネリュングリ                 |
| 81                                  | カザン2駅経由                           | 82                                  | モスクワ - ウラン・ウデ                 |
| 105                                 | ニジネヴァルトフスク - ヴォルゴグラード | 105                                 | ヴォルゴグラード - ニジネヴァルトフスク |
| 111                                 | クルグロエ・ポレ - モスクワ             | 112                                 | モスクワ - クルグロエ・ポレ             |
| 117                                 | カザン2駅経由                           | 118                                 | モスクワ - ノヴォクズネツク             |
| 133 (ポヴォルジエ号)                | カザン - サンクトペテルブルク           | 134 (ポヴォルジエ号)                | サンクトペテルブルク - カザン           |
| 139                                 | ノヴォシビルスク - アドレル             | 140                                 | アドレル - ノヴォシビルスク             |
| 367                                 | キーロフ - キスロヴォツク               | 368                                 | キスロヴォツク - キーロフ               |
| 377                                 | ノヴィ・ウレンゴイ - カザン             | 378                                 | カザン - ノヴィ・ウレンゴイ             |